# 도비가트
도비가트(영어: Dhobi Ghat)는 인도 마하라슈트라주 뭄바이에 위치한 빨래장터로, 세계 최대의 빨래장터로 불리고 있다.

## 개요
도비가트는 1890년 문을 열었다. 세계 최대의 빨래장터로 불리고 있는 이곳은 많은 관광객들에게 인기있는 명소이다. 2011년 기네스북 세계 기록을 세웠다. 그러나 인도에서는 빨래를 불가촉천민이 하는 것이라고 여겨 브라만은 도비가트에서 일하는 노동자들을 하찮게 본다. 2020년 현재 7천명이 넘는 노동자들이 도비가트에서 거주 및 노동중이다.

## 노동자
도비가트에서 일하는 노동자들을 도비 왈라라고 부르는데, 도비가트에서 일하는 노동자들은 불가촉천민들이다. 도비 왈라에는 계급이 존재하는데, 빨래를 깨끗하게 할수록 계급이 높고, 애벌 빨래를 하는 도비 왈라는 빨래를 헹구는 도비 왈라보다 계급이 낮다. 계급이 높은 도비 왈라는 수동으로 하지 않고 세탁기로 처리를 한다.

### 노동 시간
하루에 18시간~20시간 동안 일한다.

### 임금
일급으로 100루피 (한화 약 1600원)을 받고, 월급으로 500루피 (한화 약 8000원)을 받는다.

## 노동 과정
도비 왈라들마다 다르나 옷을 벗기고, 문지르고, 염색하고, 표백을 하고, 밧줄에 말리고, 옷을 발로 누르는 등등 역할을 배분하여 빨래를 한다. 노동을 다 끝내면 다 말린 옷을 다른 지역으로 보낸다.

## 참고 자료
- https://m.blog.naver.com/prograture/221219147556